# 威洛克里克 (明尼蘇達州)
威洛克里克（英語：Willow Creek）是位於美國明尼蘇達州布盧厄斯縣普萊森特芒德鎮區的一個非建制地區。

## 地理
威洛克里克所處的海拔為高於海平面312米（即1024英呎），而該地所採用的時區為UTC-6，即北美中部時區（CST）。同時該地設有夏令時間，為UTC-6調快一小時，即UTC-5（CDT）。